# Вопросы ономастики
«Вопросы ономастики» — лингвистический научный журнал России, публикующий статьи и материалы, а также обзоры и рецензии на русском языке по проблемам исторической, теоретической и региональной ономастики. Входит в перечень ведущих периодических изданий ВАК Министерства образования и науки Российской Федерации, c 2016 года индексируется в международной библиографической базе данных Scopus.

## История
Журнал учрежден по инициативе Национального комитета славистов России и Отделения историко-филологических наук РАН на базе кафедры русского языка и общего языкознания Уральского государственного университета им. А. М. Горького (ныне Уральский федеральный университет) совместно с Институтом русского языка им. В. В. Виноградова РАН. Первый номер журнала вышел в 2004 году. Своё название журнал получил от межвузовского сборника статей «Вопросы ономастики», издававшегося в УрГУ с 1962 по 1984 годы. Первым главным редактором был основатель Уральской ономастической школы член-корреспондент РАН А. К. Матвеев, после его смерти редколлегию возглавила член-корреспондент РАН Е. Л. Березович. В настоящее время «Вопросы ономастики» — ведущее специализированное научное периодическое издание по лингвистической ономастике в России.

## Реколлегия, редакционный и экспертный совет
В состав редколлегии входят: д.ф.н., проф., член-корр РАН Е. Л. Березович (главный редактор), д.ф.н., проф. М. В. Голомидова (зам. главного редактора), д.ф.н., проф. М. Э. Рут (зам. главного редактора), к.ф.н., доц. Д. В. Спиридонов (зам. главного редактора), к.ф.н., доц. Л. А. Феоктистова (зав. редакцией), к.ф.н. А. А. Макарова (ответственный секретарь).
В состав редакционного совета входят: проф. П. Амбросиани (Умео, Швеция), д.ф.н. Н. В. Васильева (Москва), проф. М. Гарвалик (Прага, Чехия), проф. М. Л. Гринберг (Лоренс, США), д.ф.н. А. Ф. Журавлев (Москва), д.ф.н., доц. Н. В. Кабинина (Екатеринбург), проф., академик Сербской академии наук и искусств А. Лома (Белград, Сербия), д.ф.н., проф. О. Т. Молчанова (Щецин, Польша), д.ф.н., проф. И. И. Муллонен (Петрозаводск), д.и.н., проф., член-корр. РАН В. В. Напольских (Ижевск), д.ф.н., проф. Е. Н. Полякова (Пермь), проф. Я. Саарикиви (Хельсинки, Финляндия), д.ф.н., проф. В. И. Супрун (Волгоград), д.ф.н., проф., акад. РАН С. М. Толстая (Москва), д.ф.н. А. И. Фалилеев (Санкт-Петербург), проф. К. Хенгст (Лейпциг, Германия), проф., член-корр. Хорватской академии наук и искусств Г. Хольцер (Вена, Австрия).
Экспертный совет журнала: доц. Т. Айниала (Хельсинки, Финляндия), д.ф.н., акад. РАН А. Е. Аникин (Новосибирск), проф. И. Башки (Будапешт, Венгрия), доц. Х. Бергманн (Вена, Австрия), д.ф.н., проф., акад. Литовской АН Г. Блажене (Вильнюс, Литва), д.ф.н., проф. А. А. Бурыкин (Санкт-Петербург), д.ф.н., проф. В. Л. Васильев (Великий Новгород), д.ф.н. Н. И. Егоров (Чебоксары), д.ф.н. А. Е. Петросян (Ереван, Армения), к.ф.н. Я. П. Редьква (Черновцы, Украина), проф. М. Рутковский (Ольштин, Польша), проф. М. Стаховский (Краков, Польша), д.ф.н. Е. В. Сундуева (Улан-Удэ), проф. С. Торкар (Любляна, Словения), д.ф.н., проф. Ф. Г. Хисамитдинова (Уфа), проф. Э. Хоффманн (Вена, Австрия), проф. Х. Цшишанг (Лейпциг, Германия), доц. П. Штепан (Прага, Чехия).

## Публикуемые исследования
Журнал создавался с целью поддержки и развития ономастической науки в России, укрепления связей с зарубежными исследователями, занимающимися вопросами ономастики. В журнале публикуются статьи по теоретическим проблемам ономастики, ономастического источниковедения, терминологии, вопросам функционирования имен собственных в различных сферах, систематизации онимов; публикуется информация о конференциях, конгрессах, съездах, излагаются результаты экспедиций, совершенных ономатологами России, обзоры исследований (в том числе диссертаций по ономастике), рецензии, хроника научной жизни и т. д. Основной массив публикаций посвящен русской, славянской, финно-угорской, тюркской ономастике, тем не менее, в журнале также публикуются статьи, выполненные на материале германских, романских, кельтских и др. языков. Журнал публикует статьи на русском, английском, немецком, французском языках.

## Индексация в библиографических базах данных
- РИНЦ
- Ulrich’s Periodicals Directory
- Directory of Open Access Journals
- EBSCOhost
- Index Copernicus
- ERIH PLUS
- Scopus